# Leucothyreus lullus
Leucothyreus lullus är en skalbaggsart som beskrevs av Ohaus 1918. Leucothyreus lullus ingår i släktet Leucothyreus och familjen Rutelidae. Inga underarter finns listade i Catalogue of Life.